# Ionosfera

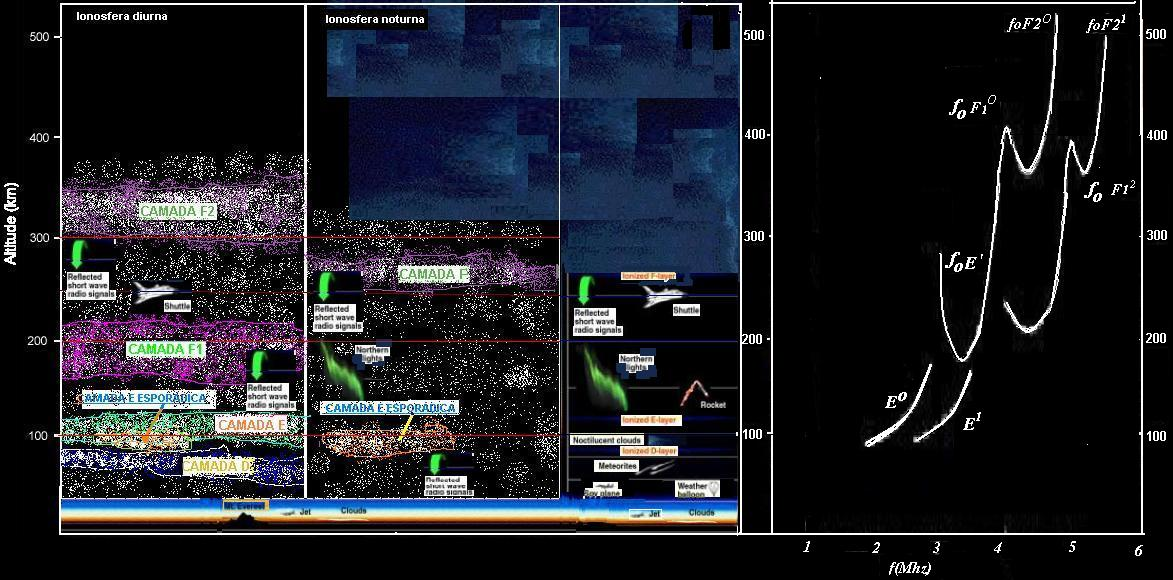
A ionosfera e sua estrutura.

A ionosfera é a camada da atmosfera que se localiza entre 60 km e 1000 km de altitude e é composta de íons, plasma ionosférico e, devido à sua composição, reflete ondas de rádio até aproximadamente 30 MHz.

## O Sol e os raios cósmicos
O maior agente de ionização da ionosfera é o Sol, cuja radiação nas bandas de raio X e ultravioleta insere grande quantidade de elétrons livres em seu meio. Os meteoritos e raios cósmicos também são responsáveis pela presença secundária de íons na região. Na ionosfera a densidade de elétrons livres é variável de acordo com a hora do dia, estação do ano, e as variações da composição química da alta atmosfera.
A propagação de ondas eletromagnéticas no plasma ionosférico, se comporta analogamente como ondas sônicas dentro de fluídos de diferentes densidades. Ora refletindo, ora refratando, ora sem oferecer resistência alguma, e ora refletindo e refratando ao mesmo tempo. Num plasma com N colisões elétron - partículas (íons, átomos, moléculas,elétrons, neutrinos, etc), levando-se em conta o movimento térmico dos elétrons, pode-se dizer que tem ora características fluidas, ora características sólidas, pois o plasma não é líquido, nem sólido, tampouco gasoso, portanto, comporta-se de maneira anômala aos nossos sentidos, porém fácil de ser analisado e rastreado seu comportamento matematicamente.
A densidade da ionosfera se mede por n elétrons por metro cúbico, portanto, tem volume, e densidade. Despreza-se na prática (Neste caso) os efeitos térmicos, e efeitos gravitacionais por esses ser desprezíveis para o entendimento dos mecanismos de propagação e reflexão ionosférica, embora sejam de suma importância para as comunicações de rádio, principalmente nas altas freqüências. A ionosfera, dependendo da hora do dia ou da insolação, isto é da quantidade de energia eletromagnética provinda do sol, principalmente nas bandas de raios x e raios ultravioleta, separa-se em camadas. Isso ocorre devido à absorção de energia, que vai fazer com que se separem as camadas de acordo com o nível energético que o plasma ionosférico absorveu.
No plasma ionosférico encontramos condutividade e permissividade elétrica, isto é, em alguns momentos se comporta como um condutor elétrico, por exemplo, como se fosse uma placa metálica, porém sintonizada em determinadas frequências, onde uma vez se comportando como tal, pode perfeitamente refletir determinados comprimentos de onda sem problema algum, e praticamente sem perdas, absorver outros comprimentos de onda inutilizando totalmente a propagação destas.
A reflexão é exatamente uma das propriedades exploradas na comunicação, usando-se a antena com refletor apontada para a ionosfera, daí a importância de se conhecer os fenômenos ionosféricos e as propriedades operacionais das ionossondas (antenas direcionais apontadas diretamente para a ionosfera). O princípio da reflexão ionosférica é utilizado há muitos anos para pesquisas, porém pouco utilizado ainda nas conversas quotidianas, devido ao pouco alcance que oferece às comunicações, pois não serve para contatos de longas distâncias (chamados DX), devido ângulo de partida do lóbulo principal que está apontado diretamente para cima, e uma vez que a antena possui um refletor, além da terra diretamente abaixo, os ângulos de partida dos lóbulos secundários, também estão direcionados praticamente na vertical, fechando toda e qualquer possibilidade de reflexão tangenciando a superfície da Terra, aumentando, e muito a qualidade do sinal até distâncias medianas, pois as camadas ionosféricas, uma a uma, refletem o sinal diretamente para baixo, e a terra para cima, fazendo uma armadilha para a radiofrequência, ampliando, e muito, o sinal, fazendo com que a antena se comporte como se o somatório dos lóbulos principal e secundários formasse uma semi esfera de 180 graus, deixando-a onidirecional, ficando com uma qualidade de transmissão e de recepção excepcional. Daí a importância do conhecimento e do uso das camadas que se formam durante o dia e da densidade das que restam durante a noite. Durante a noite as camadas “D” e “E”, conforme gráfico abaixo, perdem sua densidade em elétrons livres, devido a diminuição da ionização pelo Sol, porém, elas não deixam de existir, elas perdem a densidade e aumentam a altitude. Durante o dia o aumento de densidade é significativo, consequentemente, a altitude diminui, verificar gráficos abaixo. Essa elevação das camadas durante a noite, propicia um aumento da propagação a longa distância, pois a RF refletirá mais acima.Existe também, durante o dia, uma atenuação maior do sinal, conforme gráficos abaixo, Mas ao mesmo tempo que o sinal se atenua pelo aumento da densidade, também refletirá mais, justamente devido a este aumento. Os fenômenos descritos acima são de grande valia para usar a ionosfera como refletor, além de perder-se menos sinais na transmissão apesar da atenuação ser bem maior durante o dia, recebe-se os sinais com mais intensidade, pois aí também rege a lei da reciprocidade, onde o que vale para a transmissão vale para a recepção.

## INPE
No Brasil, a pesquisa da ionosfera é principalmente executada pela Divisão de Aeronomia do INPE (Instituto Nacional de Pesquisas Espaciais). Iniciou em 1963, através da recepção de sinais de satélites. Em 1973 iniciou-se em Cachoeira Paulista,SP, a pesquisa através de ionossondas. Em 1975 foi a vez de Fortaleza, Ceará. Em 1984 o Ministério da Aeronáutica autorizou o CTA a efetuar experiências e sondagens com foguetes e equipamentos desenvolvidos pelo INPE. A Universidade Estadual do Maranhão juntamente com o INPE recentemente, construíram um observatório espacial em São Luis, MA. Onde está instalada uma digissonda, e está sendo terminado um radar de espalhamento coerente (ESCO) cuja prioridade é estudar o comportamento da ionosfera e seus fenômenos sobre o Brasil, dentre eles é executado o estudo do comportamento dos processos dinâmicos, eletrodinâmicos e químicos do plasma ionosférico. Os dados de sensoriamento remoto da ionosfera são obtidos utilizando foguetes, satélites, sistemas de modelagem e simulação dos processos ionosféricos e termosféricos.

## O ciclo solar e sua influência
A cada 11 anos, obedecendo ao Ciclo Solar, a densidade de elétrons e a composição da ionosfera sofrem mudanças radicais. Muitas vezes estas mudanças bloqueiam totalmente as comunicações em alta frequência.
A composição da atmosfera a partir dos cem quilômetros de altitude, embora tênue, varia.
Os gases O2; O; N2; N na alta atmosfera estratificam-se e absorvem radiações quantitativamente, uma vez que o nível de absorção varia conforme sua densidade.
A densidade de ionização varia proporcionalmente com a altura formando desta forma camadas de absorção distintas e variáveis, conforme a hora do dia, temperatura e irradiação solar.

## A variação da densidade iônica
Nas zonas mais baixas da atmosfera, os elétrons livres e íons desaparecem. Isto ocorre devido à maior densidade de partículas, portanto, a recombinação prevalecerá sobre a ionização. A densidade dos gases nas zonas mais altas é muito baixa.
A quantidade de radiação, ou seja, a energia vinda do espaço é muito grande até determinada altitude, contudo, não existem gases, átomos, ou moléculas livres suficientemente para serem ionizadas.
Só haverá ionização à medida que mergulhamos na atmosfera, até uma certa profundidade limítrofe.

## A propagação eletromagnética

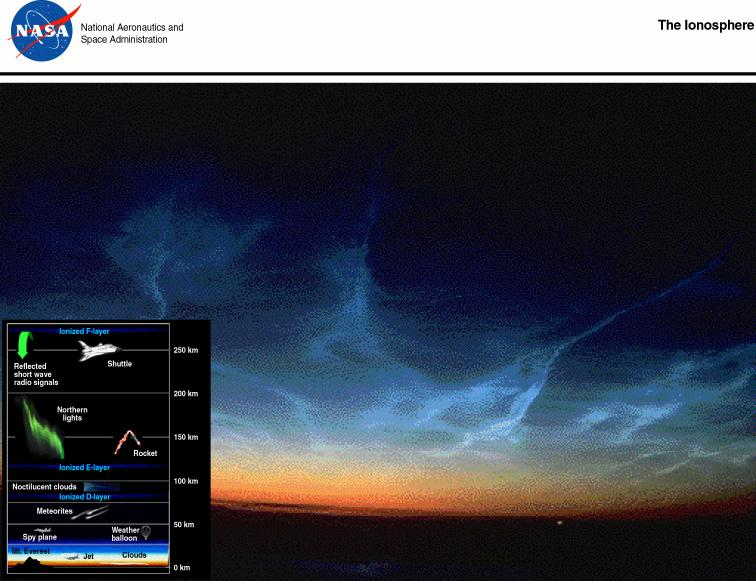
Figura da luminescência atmosférica vista do espaço, à esquerda embaixo, o diagrama esquemático da ionosfera.

A propagação de ondas eletromagnéticas no plasma ionosférico, se comporta analogamente como ondas sônicas dentro de fluídos de diferentes densidades. Ora refletindo, ora refratando, ora sem oferecer resistência alguma.
Num plasma com n colisões por segundo de partículas, entre estas: íons; átomos; moléculas; elétrons; neutrinos; etc, o movimento termoeletrônico tem características ora fluidas, ora sólidas, ora gasosas.
O plasma ionosférico não é líquido, nem sólido, tampouco gasoso, seu comportamento é difícil de prever, por isso as previsões de condições de propagação de radiofrequência são tão complexas.

### Oscilação de propagação de ondas eletromagnéticas
A ionosfera dependendo da hora do dia ou da insolação, nas bandas de Raio-X e luz ultravioleta, separa-se em camadas, isso ocorre devido à absorção energética de seus componentes.
No plasma ionosférico encontramos condutividade iônica e permissividade eletromagnética , isto é, em alguns momentos parece se comportar como um condutor elétrico ou placa metálica, em outros pode se comportar como um condutor sintonizado em determinadas freqüências podendo refletir determinados comprimentos de onda praticamente sem perdas, absorver outros comprimentos de onda inutilizando totalmente a propagação destas.

## Reflexão ionosférica

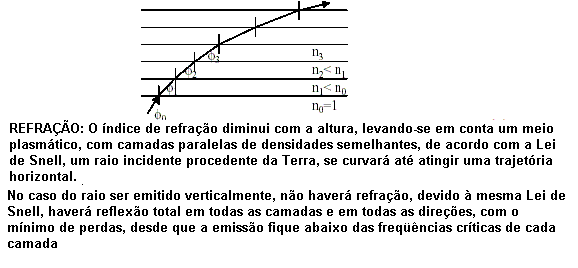
Canalização, espalhamento e reflexão através da ionosfera.

A reflexão ionosférica é explorada por sistemas de radiodifusão com as antenas de transmissão em ângulo baixo. As propriedades operacionais das ionossondas (sistemas compostos de transmissores, receptores e antenas direcionais apontadas diretamente para a ionosfera) propiciam um conhecimento do comportamento da região.
O princípio da reflexão ionosférica em ângulos altos é utilizado há muitos anos para pesquisas, porém pouco utilizado nas comunicações.
O efeito ocasionado por inúmeras camadas sucessivas de ionização leva à reflexão das ondas de rádio.
Este efeito ocorre sobre uma faixa de alturas estreita e em baixas frequências, onde, ou os raios refratam, ou refletem. No caso da refração a distância atingida por estes é apreciável, chegando a milhares de quilômetros. No caso da reflexão, esta não ultrapassa a algumas centenas de quilômetros.
O espalhamento fraco e incoerente de energia ocorre devido às flutuações térmicas e aleatórias da densidade eletrônica no plasma ionosférico. Este espalhamento tem sua eficiência aumentada pelas irregularidades ionosféricas e pelo aumento da densidade iônica.

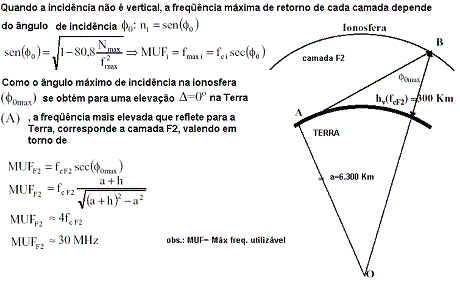
Máxima frequência utilizável, maior frequência possível onde pode ocorrer o fenômeno da reflexão ionosférica.

Estas irregularidades dão origem a sinais de espalhamento direto e sinais de retroespalhamento (reflexão). No caso da reflexão direta, não há canalização, já no caso do espalhamento, ocorre a refração e a canalização ou dutificação dos sinais.
A canalização de sinais a grande distâncias ocorre em altura de ionização reduzida, porém não é regra. A probabilidade desta é nas camadas E e F, em alguns casos com ecos percorrendo toda a circunferência da Terra.
Pode ocorrer a canalização, onde o sinal refrata e reflete ao mesmo tempo dentro de regiões irregulares do campo alinhado acima da região F também.
A reflexão ionosférica pode levar ao fenômeno da cintilação, isto ocorre devido à atuação dos sinais perante as irregularidades ionosféricas que atual como uma tela de fase variável nos sinais transionosféricos de fontes. Esta tela eletrônica dá origem a efeitos de difração com cintilação de amplitude, ângulo de chegada e fase.
Portanto, num meio variável onde ocorrem densidades variáveis, ocorre o fenômeno da reflexão, refração e difração dos sinais de radiofrequência. Fenômenos ocorridos na faixa de frequência de HF e faixa inferior VHF.

## Variação da densidade ionosférica
Durante o dia o aumento da densidade ionosférica é significativo, consequentemente, a altitude da região diminui.
À noite com a diminuição da densidade, a ionosfera aumenta sua altitude ficando mais tênue, propiciando um aumento da propagação de ondas de rádio para distâncias maiores.

## As camadas ionosféricas

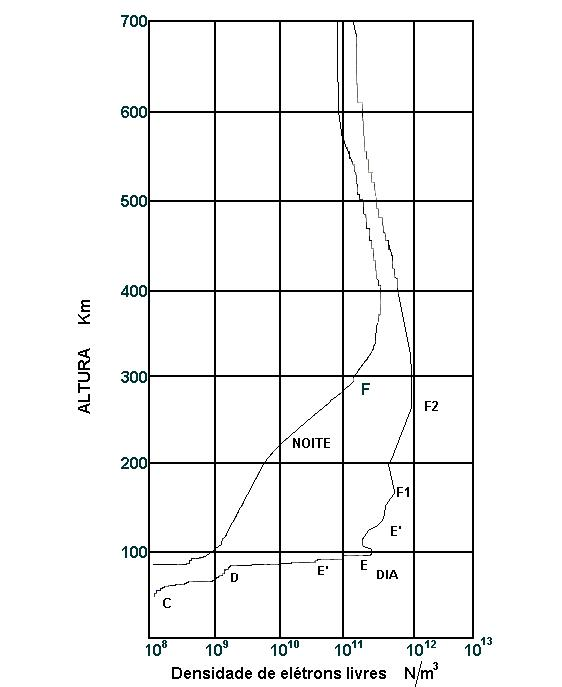
Este gráfico foi realizado em dezembro de 1987 no Hemisfério Sul, os dados constantes mostrados são dinâmicos, a distribuição média de elétrons por metro cúbico varia muito, deve ser usado apenas para ilustração de como se procede a distribuição iônica na ionosfera.

Do solo para cima a ionosfera se divide em camadas de ionização. Estas variam conforme a hora do dia, estações do ano e condições solares.
As camadas iônicas da ionosfera são: D;E;F1;F2;

### Camada D
A região D, ou camada D é a mais próxima ao solo, fica entre os 50 e 80 km, é a que absorve a maior quantidade de energia eletromagnética, seu comportamento é diurno, aparece no momento em que as moléculas começam a adquirir energia solar. Esta camada permanece por alguns instantes no início da noite.
Ionicamente é a menos energética. É a responsável pela absorção das ondas de rádio durante o dia.

### Camada E
A camada E se situa acima da camada D, embaixo das camadas F1 e F2, sua altitude média é entre os 80 e os 100–140 km. Semelhante à camada D, durante o dia se forma e se mantém, durante a noite se dissipa.
Em algumas ocasiões, dependendo das condições de vento solar e energia absorvida durante o dia, a camada E pode permanecer esporadicamente à noite, quando isto ocorre é chamada de camada E Esporádica.
Esta camada tem a particularidade de ficar mais ativa quanto mais perpendiculares são os raios solares que incidem sobre si.

### Camada F1
A camada F1 está acima da camada E e abaixo da camada F2 ~100-140 até ~200 Km.
Existe durante os horários diurnos, acompanhando o comportamento da camada E, podendo esporadicamente estar presente à noite. Serve de refletora em determinadas freqüências, esta reflexão varia conforme a espessura que adquire ao receber energia solar.
Normalmente a radiofrequência incidente que atravessa a camada E, atravessa a F1. Ao fazê-lo refrata-se, alterando seu ângulo de incidência sobre a camada F2, refletindo nesta.

### Camada F2
A camada F2 está entre os 200 e 400 km de altitude. Acima da F1, E, e D respetivamente. É o principal meio de reflexão ionosférica, utilizada para as comunicações em altas freqüências à longa distância.
A altitude da F2 varia conforme a hora do dia, época do ano, condições de vento e ciclo solares. A propagação e reflexão obedecem a estas variáveis.
Seu aparecimento ocorre ao nascer do Sol, quando a camada F se desmembra em F1 e F2.
A refração nesta camada pode gerar o aparecimento do fenômeno raro da dutificação da radiofrequência, ocasionando contatos a dezenas de milhares de quilômetros e ecos ionosféricos.
Também a reflexão da radiofrequência nesta camada propicia a comunicação a milhares de quilômetros.

### Camada F3
A camada F3 é uma região ionosférica que se localiza acima da camada F2 em latitudes equatoriais numa altitude presumida entre 500 km e 700 km e se forma após o amanhecer. A maior densidade eletrônica de F3 se dá a aproximadamente 170° de latitude tendo um pico ao norte e outro ao sul do equador magnético.

## As pesquisas da região ionosférica no Brasil

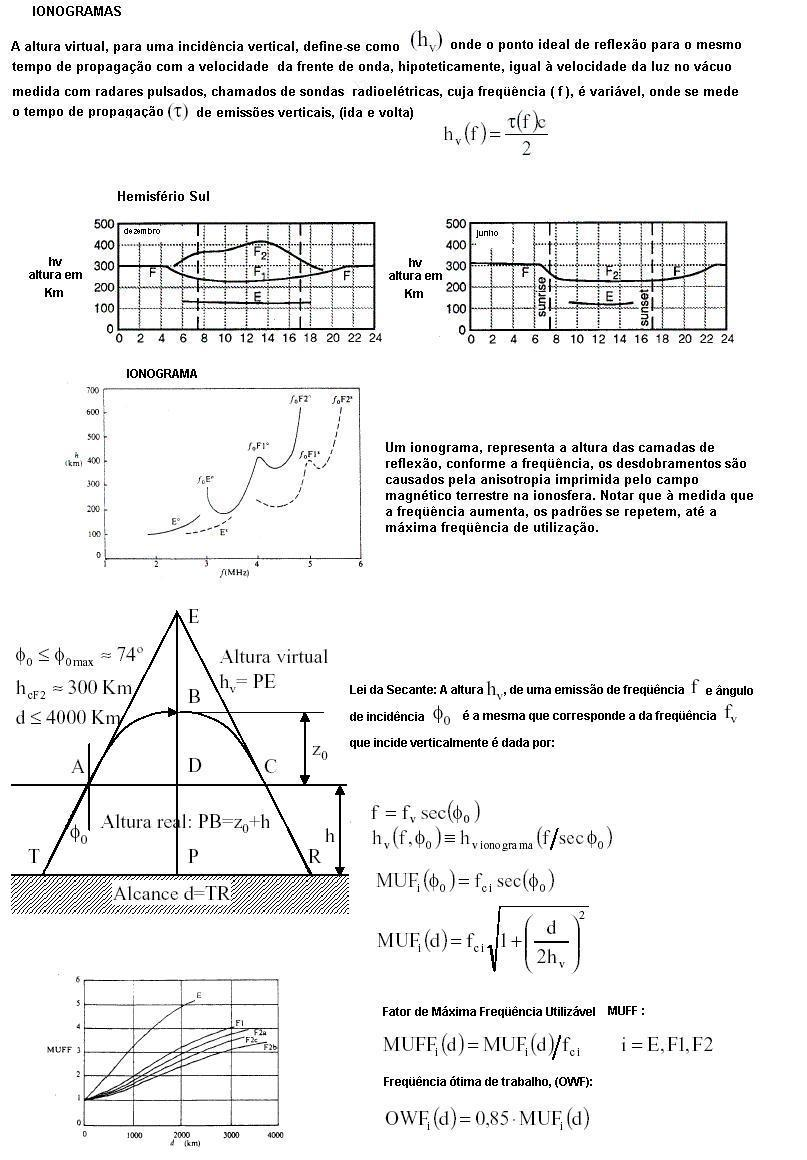
Esquema de procedimentos para levantamento de ionogramas através da reflexão ionosférica utilizando ionossondas

No Brasil a pesquisa da ionosfera é principalmente executada pela Divisão de Aeronomia do Instituto Nacional de Pesquisas Espaciais, INPE.
Os estudos ionosféricos iniciaram em 1963, através da recepção de sinais de satélites.
Em 1973, em Cachoeira Paulista,SP, a pesquisa através de ionossondas teve seu aprimoramento e alargamento dos dados coletados. Em 1975, em Fortaleza, Ceará foram instalados equipamentos de pesquisa, entre estes antenas transmissores e ionossondas de grande precisão.
Em 1984, o Ministério da Aeronáutica brasileiro autorizou o Centro Tecnológico Aeroespacial (CTA) a efetuar experiências e sondagens com foguetes ionosféricos e equipamentos desenvolvidos pelo Instituto Nacional de Pesquisas Espaciais (INPE).
A Universidade Estadual do Maranhão e o INPE, firmaram um convênio tecnológico e construíram um observatório espacial em São Luís, Maranhão, este foi equipado com uma digissonda, e um radar de espalhamento coerente (ESCO).
A função destes instrumentos científicos é estudar o comportamento da ionosfera, os processos dinâmicos, eletrodinâmicos e químicos do plasma.
Os dados recolhidos através de sensoriamento remoto utilizam foguetes, satélites, sistemas de modelagem e simulação dos processos ionosféricos e termosféricos.

## Alta Ionosfera e Cinturão de Van Allen
Segundo "José Humberto Andrade Sobral no artigo Sobre a Importância Estratégica da Ciência Espacial para o Brasil, PARCERIAS ESTRATÉGICAS - número 7 - Outubro/1999 "
- (sic) …o cinturão de radiação de Van Allen é uma região do campo magnético terrestre que apresenta fortes correntes elétricas, podendo abrigar prótons de alta energia que podem por em risco a vida de astronautas. Esse perigo é maior na região brasileira do que em qualquer outra região do globo terrestre, devido à excentricidade do eixo do dipolo geomagnético que faz com que tal cinturão seja mais próximo da superfície terrestre na região brasileira, que em qualquer outra parte do planeta. Prótons de 1 MeV de energia podem transpassar uma couraça de ferro de 25 cm de espessura e, dessa forma, podem colocar em risco a vida de um astronauta.

A ionosfera e a termosfera equatorial constituem um sistema acoplado que possui características distintas quando comparadas a outras latitudes terrestre. Entre estas podem ser citados o eletrojato equatorial, cuja importância reside no fato de haver correntes eletrônicas fortíssimas numa altitude de 110 Km, ao longo do equador magnético terrestre.
Existe também a Anomalia de Ionização Equatorial, também conhecida como Anomalia de Appleton, no plasma ionosférico. Formada por duas regiões de alta densidade de plasma sobre os trópicos que circulam paralelas ao equador magnético. Ainda sobre o Brasil, existe uma anomalia nominada Anomalia Geomagnética Brasileira (Também denominada Anomalia Geomagnética do Atlântico Sul), esta, de todas as anomalias está totalmente sobre o Brasil, se estendendo sobre boa parte da América do Sul, estando espalhada sobre o Atlântico Sul, atingindo parte da África do Sul. Na região onde ocorre, o campo magnético terrestre, também chamado campo geomagnético, é mais fraco que em qualquer outra parte do planeta. Isso ocorre, devida excentricidade do eixo do dipolo magnético terrestre. A consequência imediata são as fortes precipitações de prótons e elétrons provindos dos cinturões de radiação de Van Allen. Pode causar defeitos em satélites, indução de correntes no solo, black-out's de distribuição de energia elétrica em todo território brasileiro e zona de influência. A Anomalia, pode influir nas regiões ionosféricas aumentando ou diminuindo a densidade do plasma de alta altitude. Dependendo das condições solares, pode ser responsável pelo mascaramento dos sinais de radar, interferências nas telecomunicações, além de danos em sistemas e equipamentos eletroeletrônicos.
Outros fenômenos bastante interessantes são as bolhas ionosféricas que ocorrem na alta atmosfera e também são objeto de estudo. Estas são praticamente desconhecidas dos estudiosos de áreas diferentes da Aeronomia, Astronáutica e Espaço. Consistem de grande rarefação do plasma ionosférico. Ocorrem nos meses de outubro até março durante a noite, acompanham as linhas de campo geomagnético. Têm extensão de milhares de quilômetros, cobrindo praticamente todo o Brasil no sentido Norte-Sul, causam interferências sobretudo nos sistemas DGPS (Differential Global Positioning System). Foram descobertas entre 1976 e 1977 por cientistas brasileiros do INPE.